# 台湾出身のメジャーリーグベースボール選手一覧

台湾出身のメジャーリーグベースボール選手一覧。太字は現役選手、その他は引退選手及びメジャーリーグ以外のリーグでプレーしている選手。同名の選手の場合は右に現役時代の主な守備位置、現役年数の順で示す。
2002年以降18人いる。

## C
- 張育成（ジャン・ユー、Yu Chang）
- 陳金鋒（チェン・ジンフォン、Chin-Feng Chen） - 台湾人初のメジャーリーガー。
- 陳偉殷（チェン・ウェイン、Wei-Yin Chen）
- 鄭宗哲（チェン・ツェンチー、Tsung-Che Cheng）

## H
- 胡智為（フー・ジーウェイ、Chih-Wei Hu）
- 胡金龍（フー・ジンロン、Hu Chin-lung）
- 黄暐傑（英語版）（ホァン・ウェイジェ、Wei-Chieh Huang）

## K
- 郭泓志（グォ・ホンジー、Hong-Chih Kuo）

## L
- C.C.リー（C. C. Lee）
- 林哲瑄（リン・ジェシュエン、Che-Hsuan Lin）
- 林子偉（リン・ズーウェイ、Tzu-Wei Lin）
- 羅嘉仁（ロー・チャージェン、Chia-Jen Lo）

## N
- 倪福徳（ニ・フゥデェ、Fu-Te Ni）

## T
- 鄧愷威（英語版）（テン・カイウェイ、Kai-Wei Teng）
- 曹錦輝（ツァオ・ジンフェイ、Chin-hui Tsao）
- 曾仁和（ゾン・レンフー、Jen-Ho Tseng）

## W
- 王建民（ワン・ジェンミン、Chien-Ming Wang）
- 王維中（ワン・ウェイジョン、Wei-Chung Wang）